# Johann Georg von Loeper
Johann Georg Friedrich Bernhard von Loeper (ur. 22 lipca 1819 w Wedderwill, zm. 13 czerwca 1900 w Szczecinie) — niemiecki parlamentarzysta, urzędnik, Landrat powiatu Regenwalde i właściciel majątku ziemskiego. 

## Kariera
- w latach 1837–1840 studiował prawo na Friedrich-Wilhelms-Universität w Berlinie
- W czasie studiów został członkiem Korpusu Neoborussia Berlin[1]
- Po ukończeniu studiów wstąpił do służby sądowniczej
- Od 1847 do 1850 był wyższym asesorem sądu okręgowego
- Następnie rezygnuje ze służby sądowniczej
- Był właścicielem majątku Loepersdorf koło Labes
- Zostaje radnym powiatowym w Labes i starostą (Landrat)
- Od 1864 do 1872 Loeper był starostą powiatu Regenwalde[2]
- Od 1873 do 1876 był członkiem Pruskiej Izby Reprezentantów okręgu Stettin 5 (Naugard, Regenwalde) w 12. kadencji.
- Został ponownie wybrany na 13. kadencję ustawodawczą rozpoczynającą się w 1877 roku
- W grudniu 1877 rezygnuje z mandatu posła
- Od 1877 do 1884 był ponownie starostą powiatu Regenwalde[3].

## Rodzina
Jego rodzicami byli Johann Ludwig von Loeper (ur. 8 listopada 1786, zm. 4 stycznia 1850) i Ernestine Johanne Karoline von der Osten ur. 15 grudnia 1789, zm. 28 czerwca 1868). Jego ojciec był radnym generalnym i spadkobiercą Wedderwill, Strahmel i Zachow. Johann Georg von Loeper był żonaty. Jego żoną została w dniu 7 czerwca 1848 Philippine Johanna Helene von Eisenhart-Rothe, córka generała Friedricha von Eisenhart-Rothe. Para miała kilkoro dzieci: Johanne Ernstine Helene Getrud (ur. 20 maja 1851), Johanne Ernstine Helene Elisabeth (ur. 1 listopada 1852, zm. 11 listopada 1940), Johann Georg Ernst Friedrich Gustav (ur. 10 listopada 1855, zm. 4 kwietnia 1903), który był cesarskim konsulem generalnym Niemiec w Hongkongu, Johann Ludwig Emil (ur. 9 września 1861, zm. 30 czerwca 1937), który był generałem, Gustav (ur. 20 stycznia 1860, zm. 7 października 1914), był majorem, Johann Georg (ur. 2 stycznia 1863, zm. 13 stycznia 1938), Johann Sigismund Hermann (ur. 15 grudnia 1867, zm. 29 grudnia 1908), Johann Ferdinand Adolf (ur. 13 grudnia 1869, zm. 14 lutego 1915), był kapitanem w 1. pułku grenadierów.